# Festetics József
Tolnai Festetics József (Ság, 1691. március 19. – Keszthely, 1757. május 4.), vezérőrnagy, lovassági tábornok, az osztrák örökösödési háború híres hadvezére.

## Családja
A Vas vármegyei vagyonos, köznemesi Festetics családban született. Apja, nemes Festetics Pál (1640–1720), dunántúli vicegenerális, édesanyja, Fitter Erzsébet (†1711) volt. Apai nagyszülei Festetics Pál (†1643), németújvári várnagy, földbirtokos, és kisunyomi Bornemisza Orsolya (†1664) voltak. Anyai nagyszülei Fitter János, és Bucsányi Zsuzsanna voltak. Festetics Kristóf fivére, nemes tolnai Festetics Kristóf (1696–1768), nagybirtokos, Somogy vármegye alispánja, országgyűlési követ, aranysarkantyús lovag; egyik nővére, Festetics Julianna (1673–1738), akinek a férje, béri Balogh Ádám (1665–1711) kuruc brigadéros, földbirtokos volt.
Festetics György és Festetics Julianna nagyapja.

## Házassága és leszármazottjai
1719-ben feleségül vette a római katolikus előkelő nemesi szentgyörgyi Horváth családból való szentgyörgyi Horváth Erzsébet (1705 – Baltavár, 1744. május 27.) kisasszonyt, akinek a szülei szentgyörgyi Horváth József, Vas vármegye alispánja, földbirtokos és mezőszegedi Szegedy Borbála asszony voltak. Festetics József és szentgyörgyi Horváth Erzsébet frigyéből három gyermeke született: Pál, Viktória és Károly.

## Élete
1741-ben a Wilhelm Reinhard von Neipperg tábornok vezette főseregbe osztották be és határvédelmi, valamint a portyázó, zavaró feladatokat kapott. Ez év nyarán „portyázása legnagyobb sikerét a Neissétől légvonalban is 100 km-nyire fekvő Maltschnál aratta, ahol nagyobb mennyiségű élelmiszer volt felhalmozva, úgymint 300 hordó só, 20 hordó liszt, 13 hordó timsó, 216 véka zab és 2 szénával rakott hajó.” 1742-ben átvette Ghillány János altábornagytól az előző év októberében toborzott nemesi felkelő sereg vezetését, miután betegségéből felépült, ekkor az ellenségei által megtámadott Mária Terézia nevezte ki a porosz király ellen harcoló Lotaringiai Károly herceg mellé fővezér helyettesnek. Jellemzésénél kiemelték „a hadban való tapasztaltságát, ügyességét, találékonyságát és a harc színterének tökéletes ismeretét”. Az év folyamán Mária Terézia és II. Frigyes békét kötöttek, így Sziléziából Csehországba vezénylik Festeticset, csapatai Lobkowitz herceg seregével egyesült. Berounnál az ütközet elfogadására kényszerítette a többségben levő poroszokat és megverte őket; 1743 februárjában Prága bevételénél a város keleti részét ostromolta. 1743 nyarán betegsége miatt felmentették a szolgálat alól. Karlsbadi kúrája sikeresnek bizonyult, mert 1743-ban már ismét a hadsereg kötelékében találhatjuk. „Az Udvari Haditanács ismét a nemesi felkelőcsapatok vezényletével bízta meg gróf Eszterházy József országbíró mellett.” 1744-ben horvát gyalogságból, székely határőrvidéki katonaságból és két huszárezredből álló, alig 6000 főnyi csapatával Felső-Sziléziában tartott téli szállást. Ezt egészen váratlanul otthagyta és Esterházy, Erdődy, Draskovich és Kálnoky tábornokokkal egyesülve, Kozelnél megtámadta a poroszokat és ostrommal bevette a várat. Ezért Mária Terézia őt egy sajátkezűleg irt levélben megdicsérte. Az osztrák örökösödési háború lezárulta után visszavonult, ekkor kapta lovassági tábornoki rangját (1748. november 18.).
„Oliver Wallis gróf 1746-ban bekövetkezett halála után, az értékbecslést követően a kincstárnak lefizetett megfelelő összeg ellenében, új királyi adományként jutott hozzá a tolnai uradalomhoz. Mivel a tolnai uradalom volt a legjelentősebb jószág a család birtokában, az uralkodói adománylevél alapján a Festeticsek ettől az időszaktól kezdve használták a tolnai nemesi előnevet.” 1757. május 2-án kelt végrendeletében fiai között osztotta föl birtokait. Idősebb fiáé, Pálé lett Szécsény és Baltavár, valamint a tolnai uradalom (Tolna, Kakasd, Belac, Kokovics, Kés), Károlyé pedig Lovászpatona és a Rába menti birtokok lettek. Fiai Festetics Pál alezredes és fivére, Festetics Károly, magyar grófi címet nyert Mária Terézia magyar királynőtől 1766. november 5-én.

## Nyughelye
Végrendelete szerint a bérbaltavári templom kriptájában temették el.

## Külső hivatkozások
- A Festetics család családfája
- A Festetics család története a Vasárnapi újságban
- A lovassági tábornok halála